# جربارة رايتية
جربارة رايتية (الاسم العلمي:Gerbera wrightii) هي نوع من النباتات تتبع جنس الجربارة من الفصيلة النجمية.